# Capriccio
Capriccio (bra: Amor e Paixão) é um filme italiano de 1987, do gênero drama, dirigido e escrito por Tinto Brass, baseado no romance Le lettere da Capri, de Mario Soldati.

## Sinopse
Um casal de americanos volta a Capri depois da guerra em busca do cenário de sonho do seu amor. Lá recordam casos do passado, Fred com Rosa, Jennifer com Ciro e redescobrem a atracção que sentem um pelo outro.

## Elenco
- Nicola Warren: Jennifer
- Francesca Dellera: Rosalba Moniconi
- Andy J. Forest: Fred
- Luigi Laezza: Ciro
- Vittorio Caprioli: don Vincenzo
- Isabella Biagini: Stella Polaris
- Venantino Venantini: Alfredo